# Casa de las Ciencias (Logroño)
La Casa de las Ciencias del Ayuntamiento de Logroño está situada en la orilla norte del río Ebro, en una zona ajardinada frente al Casco Antiguo de la ciudad, entre el Puente de Hierro y el Puente de Piedra. 

## Historia del edificio
El edificio que  alberga la Casa de las Ciencias de Logroño fue, en sus orígenes, el antiguo matadero municipal de la ciudad. Fue construido según un proyecto del arquitecto Luis Barrón, que contó con la colaboración del ingeniero Gómez Escolar para la estructura del edificio. Inaugurado en 1910, está considerado como uno de los ejemplos de arquitectura industrial en Logroño. 
Tras dejar de cumplir sus funciones como matadero en los años setenta, tuvo diferentes usos hasta que, al final de la década de los noventa, sufrió una intensa rehabilitación para albergar su uso actual como Casa de las Ciencias. Como tal, fue inaugurada el 22 de abril de 1999.
Actualmente un gran vestíbulo sirve como distribuidor para acceder a las distintas dependencias de la Casa de las Ciencias. En la planta baja se encuentran cuatro salas de exposiciones temporales. En la primera planta, a la que se accede por una escalera volada desde el vestíbulo, hay una sala de conferencias, aulas y talleres.

## Espacios de la Casa de las Ciencias

### Salas de exposiciones
La Casa de las Ciencias dispone de cuatro salas de exposiciones temporales, situadas en su planta baja con superficies que oscilan entre los 165 y los 156 metros cuadrados y que, en conjunto, constituyen un espacio expositivo de 660 metros. 
En ellas, se programan anualmente al menos una decena de exposiciones diferentes sobre los más variados temas de divulgación científica.
La entrada es gratuita a todas las exposiciones.

### Sala de conferencias
La sala de conferencias, situada en la primera planta, dispone de 100 plazas y en ella se celebran jornadas, ciclos de conferencias o mesas redondas, para todo tipo de públicos, así como proyecciones de cine científico y documental. 

### Aulas y talleres
La primera planta de la Casa de las Ciencias cuenta con tres aulas destinadas a cursos y talleres, en las que se realizan las actividades didácticas dirigidas, tanto a los alumnos de centros docentes, como a los niños, jóvenes y adultos que participan en los programas organizados fuera del horario escolar.

### Centro de documentación
El centro de documentación es un servicio de la Casa de las Ciencias, abierto a cualquier persona en posesión de la tarjeta de lector. Dispone de puntos de ordenador, con acceso gratuito a Internet y una biblioteca con libros, videos, CD Rom y DVD disponibles para préstamo a domicilio o consulta en la misma Casa de las Ciencias.

### Jardín de las ciencias

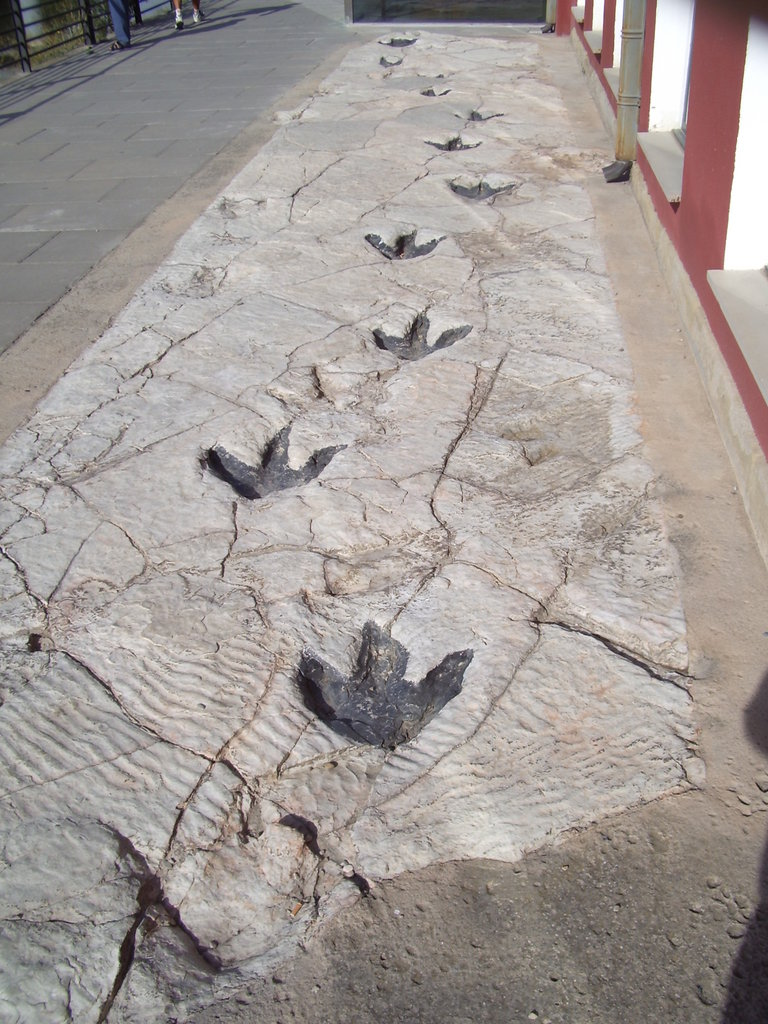
Reproducción de huellas de dinosaurio a la entrada del museo.

El espacio exterior de la Casa de las Ciencias es un recinto dedicado a la experimentación y a la sorpresa. Chicos y grandes pueden encontrar en este jardín elementos lúdicos y recreativos, con contenidos didácticos a la vez, que se basan en la Física, la Paleontología, la Geología y la Meteorología.
En la zona más cercana al Puente de Piedra encontramos cinco elementos: pirueta, prisma hexagonal, doble espiral, remolino de agua y disco giratorio, que ayudan a experimentar con el sentido de la vista y con el movimiento.
En la fachada de la Casa de las Ciencias se puede contemplar una reproducción del rastro de dinosaurios del Yacimiento de los Cayos (Cornago, La Rioja).
En la zona más próxima al Puente de Hierro se sitúan la estación meteorológica y siete elementos para experimentar con el sonido: juego del eco, conferencia, piedra musical, xilófono, balancín musical, telescopio de sonido y baldosas saltarinas.
También se encuentra un jardín de rocas con ejemplares que proceden de diferentes puntos de la comunidad autónoma de La Rioja y que se presentan en orden cronológico. De más antiguas a más modernas, las rocas que se muestran son pizarra, cuarcita, arenisca roja, yeso y anhidrita, ofita, arenisca, caliza del Cretácico Superior, conglomerado, calizas del Paleógeno y arenisca amarilla. 
El acceso al jardín de las ciencias es libre.